# Bataille de Patras
Ne doit pas être confondu avec Bataille de Patras (1772).
Guerre du Péloponnèse
Batailles
- Sybota
- Potidée
- Chalcis
- Patras
- Naupacte
- Mytilène
- Tanagra
- Étolie
- Olpae
- Idomene
- Pylos
- Sphactérie
- Délion
- Amphipolis
- Mantinée
- Mélos
- Expédition de Sicile
- Symi
- Érétrie
- Cynosséma
- Abydos
- Cyzique
- Notion
- Arginuses
- Aigos Potamos

La bataille de Patras fut livrée pendant l'été 429 av. J.-C., au large de Patras, au sud de la Grèce, pendant la guerre du Péloponnèse. Les 20 trirèmes athéniennes de l'amiral Phormion y anéantirent un convoi spartiate et corinthien de 47 navires de transport de troupes et d'approvisionnements, à l'appui des troupes péloponnésiennes déjà engagées dans la campagne d'Acarnanie. Les navires péloponnésiens, qui n'étaient pas équipés pour une bataille sur mer, se placèrent en cercle pour mieux se défendre mais les équipages athéniens, beaucoup plus expérimentés, manœuvrèrent afin de faire entrer en collision les navires adverses. Quand cela arriva, avec l'aide du vent, la flotte athénienne passa à l'attaque et captura 12 navires, les autres prenant la fuite.